# يوناتيد ستيتس ريسلينغ أسوسياشين
اتحاد يوناتيد ستيتس ريسلينغ اسوسياشين ( اختصارا : يو إس دبليو إيه ) والذي يعني بالعربية : جمعية المصارعة بالولايات المتحدة هو عبارة عن اتحاد مصارعة محترفين أمريكي يقع مقره في ممفيس بولاية تينيسي . تأسست الشركة عندما اندمج اتحادي كونتنتيال ريسلينغ أسويساشين ( اختصارا : سي دبليو إيه ) والذي يعني بالعربية : جمعية المصارعة القارية والذي يقع مقره في ممفيس مع اتحاد ورلد كلاس تشامبيونشيب ريسلينغ ( اختصارا : دبليو سي سي دبليو ) والذي يعني بالعربية : رابطة فئة المصارعة العالمية التي تتخذ من مدينة دالاس بولاية تكساس مقرا لها .

## تاريخ

### التأسيس
تم تأسيس اتحاد يوناتيد ستيتس ريسلينغ اسوسياشين ( اختصارا : يو إس دبليو إيه ) كمحاولة لإنشاء اتحاد وطني رابع في الولايات المتحدة ، جنبا إلى جنب مع بطولة العالم للمصارعة ( اختصارا : دبليو سي دبليو ) \ أو الذي كان يعرف وقتها بجيم كوركيت بروموشنز ( اختصارا : جيه سي بي ) و جمعية المصارعة الأمريكية ( اختصارا : إيه دبليو إيه ) و الاتحاد العالمي للمصارعة ( اختصارا : دبليو دبليو إف ) ( المعروف الآن باسم اتحاد المصارعة الترفيهي اختصارا : دبليو دبليو إي ) . وذلك عندما اندمج اتحادي كونتنتيال ريسلينغ أسويساشين ( اختصارا : سي دبليو إيه ) والذي يقع مقره في ممفيس مع اتحاد ورلد كلاس تشامبيونشيب ريسلينغ ( اختصارا : دبليو سي سي دبليو ) التي تتخذ من مدينة دالاس بولاية تكساس مقرا لها . وروجت الشركة في الأصل للعروض ، التي عادة ما يتصدرها جيري لولر ، في كل من مدنتي تينيسي وتكساس .

### انسحاب دبليو سي سي دبليو
انسحب اتحاد دالاس ( دبليو سي سي دبليو سابقا ) ، التي كانت مملوكة بنسبة 40 في المائة لعائلة فون إيريك ، من اتحاد يو إس دبليو إيه في سبتمبر 1990 بسبب نزاع على الإيرادات . وفقا لسكندور أكبر ، كانت هناك دعاوى قضائية متورطة ، وعلى الأخص عندما رفع كيفن فون إريك دعوى قضائية على جيري جاريت . عادت تلك الترقية إلى رابطة فئة المصارعة العالمية ، لكنها توقفت بعد شهرين بسبب نقص الإيرادات .
أعاد جيري جاريت و جيري لولر يوناتيد ستيتس ريسلينغ اسوسياشين إلى تكساس ، و لكن على أساس محدود فقط ، بينما كان المروجون مثل جو بيديسينو و ماكس أندروز و بوني بلاكستون يستعدون لظهور جلوبال ريسلينغ فيديريشن ( اختصارا : جي دبليو إف ) والذي يعني بالعربية : اتحاد المصارعة العالمي الجديد في ربيع 1991 في سبورتاتوريوم . و انضم العديد من المصارعين السابقين من رابطة فئة المصارعة العالمية و يوناتيد ستيتس ريسلينغ اسوسياشين دالاس إلى جلوبال ريسلينغ فيديريشن الجديد ، بينما ظل آخرون من قائمة اتحاد كونتنتيال ريسلينغ أسويساشين القديم مع يوناتيد ستيتس ريسلينغ اسوسياشين .

### تبادل المواهب مع الاتحاد العالمي للمصارعة
في عام 1992 ، بدأت يوناتيد ستيتس ريسلينغ اسوسياشين في توقيع اتفاقية تبادل المواهب مع الاتحاد العالمي للمصارعة ( اختصارا : دبليو دبليو إف ) ، والتي شهدت توقيع لولر مع اتحاد فينس مكمان ، بينما ظهر العديد من نجوم دبليو دبليو إف البارزين في يوناتيد ستيتس ريسلينغ اسوسياشين . أمضى مصارع دالاس جنتلمان كريس آدامز بضعة أشهر في يوناتيد ستيتس ريسلينغ اسوسياشين في زاوية شارك فيها مع بريان كريستوفر و توني آدامز ، وبالنهاية قسم جدول بين ممفيس وجي دبليو إف في دالاس خلال هذا الإطار الزمني .

### مكافحة الاتحاد من أجل الحفاظ على مكانتها في "حروب ليلة الإثنين"
تغيرت مشاهد المصارعة في عام 1995 حيث بدأت حروب ليالي الاثنين ، حيث قاتل كل من دبليو دبليو إف ودبليو سي دبليو من أجل التفوق التلفزيوني في ليالي الإثنين كل أسبوع . أما بالنسبة ل يوناتيد ستيتس ريسلينغ اسوسياشين ، فإن أكبر حضورهم الجماهيرة كانت تأتي في عروض ليلة اثنين في منتصف قاعة ساوث كوليسيوم في ممفيس ، تينيسي . مع تزايد عدد مشاهدي المصارعة في ليالي الإثنين التي يمكنهم مشاهدة مباريات المصارعة بجودة المشاهدة مجانا على التلفزيون ، بدأ الحضور المباشر في قاعات يوناتيد ستيتس ريسلينغ اسوسياشين في التضاؤل شيئا فشيئا . فلم يساعد انتقال العروض من ليالي الإثنين إلى ليالي الخميس مما أصبح زوال يوناتيد ستيتس ريسلينغ اسوسياشين أمر محتم وهذا ما حصل في 1997 .

### غلق الاتحاد
أدت عدة أسباب لغلق الاتحاد و أولها الإدارة ، و المكان دون المستوى ، و نقص المواهب و أدى نقل العروض الأسبوعية من ليالي الخميس إلى عرض في 3 أكتوبر 1996 ، حيث جذب أقل حشد في تاريخ المصارعة في ممفيس حيث جمع 372 معجب فقط ، دفعوا 1800 دولار و كان مستقبل الاتحاد في موضع تساؤل ، و الأكثر بعد استقالة المدير العام راندي هيلز الأسبوع الماضي . ظلت حشود لويزفيل و ناشفيل ثابتة ، لكن حشود ممفيس ، التي حملت الاتحاد في الماضي ، تراجعت خلال الأشهر القليلة الماضية .

## مدن USWA الرئيسية
- ممفيس، تينيسي
- دالاس، تكساس
- ناشفيل ، تينيسي
- لويزفيل، كنتاكي
- إيفانسفيل ، إنديانا
- جاكسون ، تينيسي
- جونزبورو ، أركنساس
- توبيلو ، ميسيسيبي
- تاكرمان ، أركنساس
- كينيت ، ميسوري

## البطولات
- بطولة USWA الموحدة للوزن الثقيل [1]
- بطولة USWA للفرق [2]
- بطولة USWA للتلفزيون [3]
- بطولة USWA جونيور للوزن الثقيل [4]
- بطولة USWA للوزن المتوسط [5]
- بطولة USWA تكساس للوزن الثقيل [6]
- بطولة USWA الجنوبية للوزن الثقيل [7]
- بطولة USWA للسيدات [8]

## مصارعو تبادل المواهب في USWA
ترقية المنزل بين قوسين
 

## روابط خارجية
- الموقع الرسمي
- Memphis Wrestling History
- Regional Territories: USWA
- CageMatch.de - United States Wrestling Association باللغة الألمانية

قالب:CWAUSWA Championshipsقالب:Professional wrestling in the United States